# Olympische Sommerspiele 1968/Teilnehmer (Luxemburg)
| Gelbes Symbol für Goldmedaillen mit stilisierten Olympischen Ringen | Graues Symbol für Silbermedaillen mit stilisierten Olympischen Ringen | Braundes Symbol für Bronzemedaillen mit stilisierten Olympischen Ringen |
| ------------------------------------------------------------------- | --------------------------------------------------------------------- | ----------------------------------------------------------------------- |
| —                                                                   | —                                                                     | —                                                                       |

Luxemburg nahm an den Olympischen Sommerspielen 1968 in Mexiko-Stadt, Mexiko, mit einer Delegation von fünf Sportlern (drei Männer und zwei Frauen) teil.

## Teilnehmer nach Sportarten

### Fechten
- Colette Flesch
Frauen, Florett, Einzel: 1. Runde

### Leichtathletik
- Charles Sowa
20 Kilometer Gehen: 19. Platz
50 Kilometer Gehen: 16. Platz

### Radsport
- Roger Gilson
Straßenrennen: 54. Platz

### Schießen
- Nico Klein
Freie Scheibenpistole: 30. Platz

### Schwimmen
- Arlette Wilmes
Frauen, 100 Meter Brust: Vorläufe
Frauen, 200 Meter Brust: Vorläufe